# Alexander R. Todd
Alexander Robertus Todd (1907-1997) là nhà hóa học người Scotland. Ông đoạt Giải Nobel Hóa học năm 1957 khi có những nghiên cứu về nucleotide. Sau khi nhận bằng tiến sĩ từ các trường đại học của Frankfurt am Main (1931) và Oxford (1933), Todd đã công bố các bài viết với Lister Institute of Preventive Medicine, London, và Đại học London trước khi trở thành giáo sư hóa học hữu cơ tại Đại học Manchester (1938-44) và sau đó tại Cambridge (1944-71), nơi ông còn là bậc thầy của Trường Cao đẳng Chúa Kitô (1963-78). Ông được bổ nhiệm làm hiệu trưởng của trường Đại học Strathclyde năm 1975 và là giáo sư thỉnh giảng của Đại học Bách khoa Hatfield (1978-86).
Trong khi ở Manchester, ông bắt đầu nghiên cứu các nucleoside, các hợp chất tạo thành các đơn vị cấu trúc của axit nucleic (DNA và RNA). Năm 1949, ông tổng hợp một chất liên quan, adenosine triphosphate (ATP), điều quan trọng đối với việc sử dụng năng lượng trong sinh vật sống. Ông tổng hợp hai hợp chất quan trọng khác, flavin adenine dinucleotide (FAD) vào năm 1949 và uridine triphosphate năm 1954. Năm 1955 ông đã giải thích cấu trúc của vitamin B12.
Todd cũng làm việc về cấu trúc và tổng hợp vitamin B1, vitamin E, và các chất alkaloid trong marijuana và hashish. Ông nghiên cứu các alkaloids khác, thực vật và các sắc tố côn trùng, và các sản phẩm khuôn, bao gồm cả penicillin. Ông từng giữ chức chủ tịch (1952-64) của ủy ban cố vấn về chính sách khoa học của chính phủ Anh, và năm 1975 ông được bầu làm chủ tịch Hội Hoàng gia. Được khen ngợi năm 1954, ông được tạo ra vào năm 1962 và trở thành thành viên của Huân chương Hoàng gia năm 1977.